# نيل برايس
نيل برايس (بالإنجليزية: Neil Price)‏ (15 فبراير 1964 في المملكة المتحدة - ) هو مدرب كرة قدم ومعلق رياضي ولاعب كرة قدم بريطاني في مركز الظهير. لعب مع سوانزي سيتي ونادي بلاكبول ونادي بليموث أرجايل ونادي واتفورد وStaines Town F.C. ‏ وويكمب وندررز ونادي ويلدستون لكرة القدم.

## وصلات خارجية
- نيل برايس على موقع قاعدة بيانات كرة القدم.إي يو (الإنجليزية)